# ノーマン島

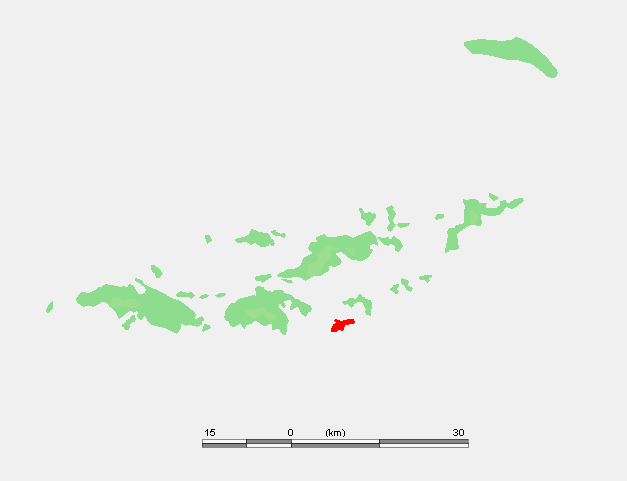
ヴァージン諸島におけるノーマン島の位置

ノーマン島（Norman Island）とはカリブ海にあるヴァージン諸島はイギリス領ヴァージン諸島にある島である。
島は面積約2.4km2程の小さな島で、最高地点427mのローリングヒルがあり、島の周りは岩礁になっている。島には洞窟がいくつかあり、かつて海賊がこの島に来ては洞窟に財宝を隠していたと言われている。現在、無人島だが、有人の島でレストランが2軒あり、観光客がヨットなどの船で島に訪れる。自然のままの美しいビーチがある。
座標: 北緯18度19分 西経64度37分 / 北緯18.317度 西経64.617度